# 岩内克己
岩内 克己（いわうち かつき、1925年8月15日 - 2022年6月18日）は、日本の映画監督。若大将シリーズを多く監督した。

## 来歴・人物
オランダ領東インド・バタヴィア（現・ジャカルタ）に生まれる。明治大学を中退し、鎌倉アカデミアを卒業。東京都立八潮高等学校の教員を経て、1953年に東宝入社。筧正典、鈴木英夫、松林宗恵らの助監督を経て、1963年1月29日公開作品『六本木の夜・愛して愛して』で監督に昇進する。
1965年、藤本真澄プロデューサーから『エレキの若大将』の監督を命じられる。サスペンス作品の監督を志向していた岩内は、音楽シーンもあるこの作品に戸惑い、辞退を申し入れたが一蹴されたという。しかし、エレキ合戦を含めた音楽シーンを上手く処理し、加山雄三と星由里子のデュエットによる「君といつまでも」が挿入されたこの作品は、大ヒットを記録した。以後、岩内は若大将シリーズのメイン監督となる。
1960年代後半には、坪島孝、田波靖男、小川英らと「ジャック・プロダクション」を創設。テレビドラマやCMの監督の傍ら、イベントのプロデュースなども手掛けた。
2022年6月18日午後0時52分、虚血性心筋症による心不全のため死去、96歳没。

## 監督作品

### 映画
- 六本木の夜 愛して愛して（1963年）
- 林檎の花咲く町（1963年）
- 恐怖の時間（1964年）
- エレキの若大将（1965年）
- パンチ野郎（1966年）
- レッツゴー!若大将（1967年）
- ゴー!ゴー!若大将（1967年）
- リオの若大将（1968年）
- 砂の香り（1968年）

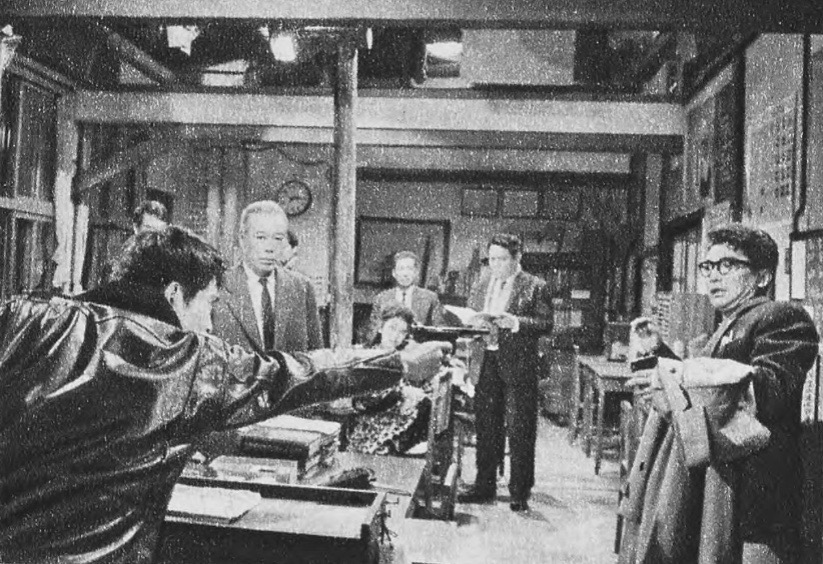
『恐怖の時間』（1964年）

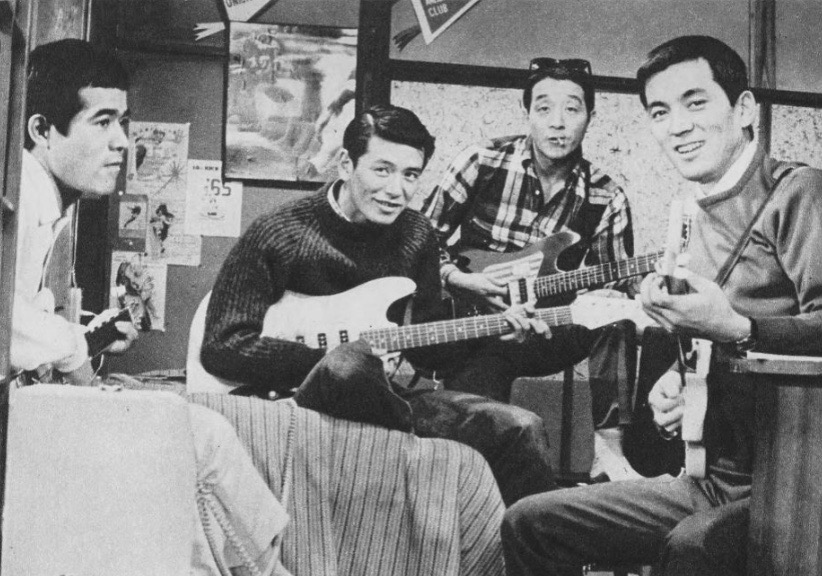
『エレキの若大将』（1965年）

- ザ・タイガース ハーイ!ロンドン（1969年）
- ブラボー!若大将（1970年）
- 喜劇 ドッキリ大逃走（1970年）
- 若大将対青大将（1971年）
- グアム島珍道中（1973年）

### テレビドラマ
- 太陽のあいつ（1967年、東京放送）
- おきあがりこぼし（1970年、日本テレビ）
- 若草物語（1973年、フジテレビ）
- 高校教師（1974年、東京12チャンネル）
- 白い恐怖（1975年、フジテレビ）
- 染彩の女（1975年、東海テレビ）

### テレビ番組
- 金曜スペシャル「彫り師凡天太郎　金髪刺青に挑戦！白い肌に舞う幻の鳳凰」（1983年10月21日、東宝、テレビ東京）